# IC 3330
IC 3330 је спирална галаксија у сазвјежђу Береникина коса која се налази на листи објеката дубоког неба у Индекс каталогу.
Деклинација објекта је + 30° 50' 35" а ректасцензија 12h 25m 56,3s. Привидна величина (магнитуда) објекта IC 3330 износи 14,2 а фотографска магнитуда 15,0. IC 3330 је још познат и под ознакама UGC 7527, MCG 5-29-84, CGCG 158-105, PGC 40612.